# Grégoire Huret
Grégoire Huret (Lyon, 1606. – Pariz, 5. siječnja 1670.) je bio francuski crtač, grafičar i likovni teoretičar.

## Grafički opus
Uz Jacquesa Callota i Abrahama Bossea, Huret je najznačajniji francuski grafičar 17. st. Usprkos tome, za njegov opus i danas vrijedi zaključak koje je pišući o Huretu još sredinom 18. st. iznio njegov kolega grafičar i akademik Claude-Henri Watelet: „Ovaj umjetnik i kao crtač i kao grafičar zaslužuje bolju reputaciju nego li je uživa.“

### Početci u Lyonu
Huret je rođen u Lyonu kao sin stolara Pierrea, vjerojatno početkom jeseni 1606., s obzirom na to da je kršten 24. listopada iste godine. Ništa o njegovom školovanju nije nam poznato, no najranija sačuvana djela koja je potpisao s Grégoire Huret Sculp. odaju utjecaj Charlesa Audrana. 
Dana 16. travnja 1630. kumovao je djetetu bakroresca Clauda Audrana, Charlesovog brata. Već tada njegovi radovi pokazuju zamjetnu samostalnost, kako u crtanju glava, tako i u prikazima odjeće i arhitekture.

### Zrelost u Parizu
Oko 1635. godine Huret dolazi u Pariz, i tu je vjerojatno neko vrijeme radio kod Abrahama Bossea, na što upućuju impostacije i tretman odjeće prikazanih likova.
Njegov stil dosiže punu zrelost oko 1642., kako to dobro očituje bakropis  Neptun i Tetida nose bogatstva Carstva kardinalu Richelieu.
Otisak mekih, fluentnih linija, odaje sigurnu ruku majstora koja lagano upravlja grafičkim alatom, i koji znalački stvara elegantne, graciozne kompozicije, ne oslanjajući se pritom, poput većine svojih kolega toga vremena, na predloške drugih autora.
Jednako uspješna i poznata je Huretova naslovnica za knjigu Povijest građanskih ratova u Francuskoj, izdanu 1642., u kojoj dolazi do izražaja autorov talent za portrete i za prikaze monumentalne klasične arhitekture, na koje će se on dvadesetak godina kasnije i teorijski osvrnuti, u traktatima La règle précise pour descrire le profil eslevé du fust des colonnes... (1665.), i Optique de portraiture et peinture (1670.), napisanim na traženje Francuske kraljevske akademije za slikarstvo i kiparstvo, kojoj je nedugo prije toga postao članom.
U razdoblju 1635. – 1650. Huret će izraditi većinu od oko 490 svojih do sada poznatih nam bakroreza i bakropisa. Uglavnom su to ilustracije knjiga, uključujući vinjete i prikaze svetaca (ukupno oko 270), portreti svjetovnih i duhovnih poglavara (oko 60), alegorije iz suvremene povijesti, nekoliko slika za vjerska udruženja, te oko 150 prikaza iz Novog zavjeta. Veliku većinu tih radova Huret je izradio po vlastitim skicama, tek rijetko se kao predlošcima služeći radovima Rubensa, Sebastiena Bourdona, Philipea de Champaignea, Simona Voueta i dr., izrađujući međutim i sam skice za druge grafičare: Claudea Charpignona, Jeana Couvaya, Claudea Govranda i dr. 
„Njegovi rezovi“ – piše Watelet – „široki su i oštri, njegove glave ekspresivne, njegove draperije fino izrađene, njegove kompozicije nove i dosjetljive. Kao grafičaru, iako ne u rangu s velikim bakrorescima, mora se priznati da je dobro baratao dlijetom ... svugdje su njegovi radovi dobrog izbora, i u nekim dijelovima puni ukusa.“
Temeljem navedenih serija, postao je 1663. članom Francuske kraljevske akademije za slikarstvo i kiparstvo, na kojoj je nakon Bosseova protjerivanja ostalo upražnjeno mjesto predavača perspektive. 
Postavši akademikom i bogato se oženivši za kći člana Pariške financijske komore, Huret će u zadnjim desetljećima svojega života osobitu pažnju posvetiti dosljednosti i kakvoći svojeg grafičkoga rukopisa, birajući narudžbe i usredotočujući se na vlastite projekte, nastojeći tako prvenstveno zadovoljiti osobna umjetnička stremljenja.

### Prikaz muke Isusa Krista bogočovjeka za ljude patnike
Huretov prezentacijski rad objavljen godinu dana po prijemu u Akademiju, mapa od 34 bakroreza pod naslovom: Theatrum dolorum Iesu Christi dei-hominis pro hominibus patientis tj. Prikaz Muke Isusa Krista bogočovjeka za ljude patnike zatekao je i posve zapanjio odbornike, jer je riječ o remek-djelu u kojem se ogleda „evolucija tako kompletna i tako iznenadna, da na prvi pogled izgleda kao da je riječ o djelu drugog umjetnika“, kako je to pronicljivo zapisao Duportal.
Sam Huret svoje je remek-djelo obrazložio činjenicom da su „prikazi Muke našeg Spasitelja od mnogih ostali zanemareni, jer se uglavnom ograničavaju samo na glavne teme kao što su Posljednja večera, Raspeće i Uskrsnuće“, te je stoga on „veliku tragediju koja se odigrala u teatru grada Jeruzalema i na Kalvariji za spas cijelog čovječanstva“ odlučio elaborirati vrlo predano, opsežno i podrobno, kao što to tako velik i značajan događaj i zaslužuje.
Huret je svoje viđenje Muke, vrlo dojmljivo, s mnogo mara i truda urezao na 32+2 bakrene ploče, smještajući prikazane scene u raskošne arhitektonske ambijente, komorne prostore i otvoreni krajolik. Svi bakrorezi izvedeni su prema njegovim vlastitim skicama, što je istakao potpisujući svaku bakrenu ploču svojim imenom i kraticom INV. (=invenit – izumio) tj. Greg. Huret Inv. Sculp Cum Privil. 1664., naznačujući u potpisu kraljevski privilegij, koji mu je uz novostečeni status akademika i omogućio izdavanje ovog monumentalnog, uistinu duboko nadahnutog ciklusa.
Huretov prikaz Muke je atipičan, jer započinje Kristovim svečanim ulaskom u Jeruzalem na Cvjetnicu, a nastavlja se Izgonom trgovaca iz Hrama (listovi II–III), dvjema temama koje obično nisu bile prikazivane u ciklusima Muke. Isto tako, nakon Uskrsnuća, prikazuje Kristovo ukazanje Mariji Magdaleni, sv. Ivanu apostolu i ženama koje su došle na grob, Kristov nestanak pred očima apostola, Tominu nevjeru, Ukazanje Isusovo na obali Tiberijadskog jezera,  Krist podjeljuje Petru prvenstvo,  Uzašašće, Posljednji sud, Osudu sv. Stjepana i  Obraćenje sv. Pavla (listovi XXV–XXXII i dva nenumerirana lista).
Ispod svakog prikaza, autor je urezao kratke odlomke iz sv. Pisma koji objašnjavaju tematiku slike. Grafike su relativno velikih dimanzija, 50*37 cm i odlikuju se monumentalnošću dostojnom oltarnih pala. Zahvaljujući finoći autorove uporabe dlijeta, te majstorskoj, i u Huretovom opusu posve novoj primjeni chiaroscura, ove „njegove grafike na kraju izgledaju kao vrlo snažno kolorirane slike“.
Huretova naracija živa je i nadahnuta, prepuna detalja, a autorova ljubav prema prikazima bogato dekorirane klasične arhitekture (kazetirani svodovi, figuralni frizovi, kićeni korintski kapiteli) koja uokviruje mnoge scene daje prikazima Muke osobito svečan ton. 
Za razliku od grafika s početka njegove karijere, bakrorezi iz mape Prikaz Muke... prožeti su baroknom pokrenotošću likova i skupina, zahvaljujući kojoj se umjetnikova opsežna naracija čita u jednom dahu. Većinu prikaza odlikuje izrazit chiaroscuro noćnih scena, pa je umjetnik, kako bi danje scene poput Kristova slavna ulaska u Jeruzalem (II. list) tonski harmonizirao s drugim radovima iz mape, te scene zatamnio obilatim korištenjem sjena. Stoga za Huretov Prikaz Muke... vrijede iste one riječi koje je svojedobno izrekao Julije Klović za dubokim pasionskim ozračjem prožeta platna El Greca: „Dnevna svjetlost smetala je njegovoj unutrašnjoj svjetlosti.“
Usprkos nekim objektivnim zamjerkama Huretovi minuciozni i duboko proživljeni prikazi Kristove muke istinsko su remek-djelo i jedan od najdojmljivijih ciklusa pasionske tematike baroka.

## Teorijska razmatranja

### La règle précise pour descrire le profil eslevé du fust des colonnes...
Dvije godine nakon primitka u Akademiju, Huret je objavio knjižicu podužega naslova: La règle précise pour descrire le profil eslevé du fust des colonnes suivant une hauteur, grosseur, & retrécissement donné à discrétion, démonstrée géométriquement, ce qui a ésté inconnu jusques à présent à tous ceux qui ont traité de l'architecture (Pariz, 1665.),  teorijski se u njoj pozabavivši problemima primjene pravila geometrijske perspektive na prikaze klasične arhitekture, u kojima je kao bakrorezac bio osobito uspješan. 
Smatrao je da je ta pravila moguće primijeniti samo na umjetne tvorevine (arhitekturu), a ne i na prirodne (životinje, cvijeće, drveće, pejzaži), jer je na njih „geometriju nemoguće primijeniti, s obzirom na to da se njihove konture sastoje od brojnih, uglavnom neprimjetnih zakrivljenja i njihovih finih nijansi“ (Predgovor, str. 2). 
Ta se kratka studija sastoji od dva dijela: u prvome Huret objašnjava pravila za crtanje dorskoga reda prema matematičkoj metodi, dok se u drugome osvrće na osnovne probleme uporabe toskanskoga i kompozitnoga reda, na problem smještaja dorskih stupova u osi s triglifima (tzv. „dorski ugaoni konflikt“), važnost postolja stupova, kao i strukturu pročelja.
Ovu Huretovu raspravu ubrzo je napao Denis de Sallo, izdavač Journal des Savants, smatrajući Huretove navode o metodi grafičkog prikazivanja profila stupa plagijatom. Huret mu je odgovorio dvama otvorenim pismima, ne mijenjajući međutim svoja stajališta.

### Optique de portraiture et peinture
Zadnje godine svoga života Huret je posvetio pisanju opsežne studije Optique de portraiture et peinture (Pariz, 1670.). Riječ je o djelu koje je, kako je naveo, napisao za pomoć mladima u upoznavanju pravila crtanja perspektive. Kao i ona iz 1665., i ta se studija sastoji od dva dijela: La perspective pratique (Praktična perspektiva) i La perspective speculative (Spekulativna perspektiva). No, Optique... nije tek puki udžbenik perspektive za mlade, već zanimljiv sklop više ili manje korisnih opaski i zaključaka od kojih neki vrijede i danas a uglavnom se odnose na ranija djela o perspektivi.
Huret se tako primjerice suprotstavlja stajalištima svojeg prethodnika na mjestu predsjednika Akademije, Abrahama Bossea, ne slažući se s njegovom tvrdnjom da slikar svoje motive treba slikati kako ih vidi, ali u skladu s pravilima, što je bilo uobičajeno kako u to vrijeme, tako i danas.
Među vrijednim savjetima koje mogu upotrijebiti i današnji slikari, nalazi se i uputa o slikanju očiju portretiranih osoba. Huret objašnjava da je oči moguće naslikati tako da se promatraču portreta čini da ga one slijede dok se kreće interijerom u kojem se slika nalazi. Ističe kako taj efekt može postići svaki iskusni slikar ovisno o svojoj procjeni, čak i bez matematičkih znanja, a zahvaljujući činjenici da oči naslikane na ravnoj površini izgledaju kao da gledaju svugdje.
Huret također savjetuje slikarima da prigodom rada na portretu ono oko koje se nalazi dalje, prikažu malo otvorenijim od onoga u prvom planu, kako bi time kompenzirali njegovu veću udaljenost, čime će postići priželjkivani efekt „univerzalnog pogleda“.
Huret je Optique... dovršio neposredno pred smrt, a objavljena je iste godine, te se i danas navodi kao jedna od najznačajnijih rasprava o perspektivi i drugim teorijskim pitanjima likovnih umjetnosti 17. stoljeća.

## Grégoire Huret u Hrvatskoj
Mapa bakroreza Prikaz muke Isusa Krista bogočovjeka za ljude patnike već je nekoliko puta izlagana u Hrvatskoj: u Đakovu, Osijeku, Velikoj Gorici, Pazinu i Zagrebu. Dogodilo se to zahvaljujući maru slikara Ivana Rabuzina, koji u jeku agresije na Hrvatsku, 1994. o tome zapisao sljedeće: „Imao sam sreću i dužnost zaustaviti ovo visoko vrijedno djelo od daljnjeg propadanja i otuđenja iz naše zemlje.“
U predgovoru kataloga izložbe u Đakovu dalje je zapisao: „Vjerujem da sam rastavljanjem originalnog uveza grafičke mape Muka Isusa Krista Bogo čovjeka za ljude patnike Grégoire Hureta počinio grafičko svetogrđe.
Da nisam to učinio, nikada ovo remek djelo velikog francuskog bakroresca Grégoire Hureta iz 1664. godine ne bi bilo dostupno očima ljubitelja grafika starih majstora. Nikada ne bi bilo izloženo pobožnom likovnom užitku katoličkog puka u danima kada slavimo muku, smrt i Uskrsnuće Isusa Krista.
Kod rastavljanja mape vodio sam brigu o tome da se po potrebi može mapa ponovo sastaviti bez oštećenja, jer uščuvani hrbat uveza to omogućuje. ... Duboko sam uvjeren da će muka Isusa Krista Boga čovjeka, grafički predstavljena u ovom katalogu dati i nama snage da zloćudne muke današnjice lakše podnosimo.“

## Galerija:Prikaz muke Isusa Krista bogočovjeka za ljude patnike
- II. list – Kristov svečani ulazak u Jeruzalem
- IV. list - Krist apostolima pere noge
- VI. list - Krist se obraća apostolima
- VII. list - Krist moli na Maslinskoj gori
- VIII. list - Juda poljupcem izdaje Isusa
- XI. list - Čuvari pljuju i izruguju Isusa
- XVI. list - Pilat pere ruke
- XVII. list - Šimun Cirenac pomaže Kristu nositi križ
- XVIII. list - Podizanje križa
- XX. list - Razgovor Krista i dobrog razbojnika
- XXI. list - Kristova smrt
- XXIV. list - Uskrsnuće
- XXVIII. list - Tomina nejvera
- XXXI. list - Uzašašće
- XXXII. list - Posljednji sud